# Араби в Турция
Арабите в Турция са между 870 000 и 1 800 000 души. През 1995 г. тяхната численост е оценена на между 800 000 и 1 000 000 души.
Населяват основно югоизточните части на страната /вилаетите – Сиирт, Шърнак, Мардин, Диарбекир, Шанлъурфа, Хатай, Адана/ и Истанбул.
Повечето араби в Турция са мюсюлмани алевии. Около 18 000 от тях са християни.

## История
През 1939 г. вилает Хатай преминава под турска власт, когато там около 2/3 от населението са араби. Поради факта, че са мюсюлмани алевити, арабите са дискриминирани от турските правителства и хиляди от тях се заселват в Сирия.